# Maja e Hekuravës
Maja e Hekuravës är en bergstopp i Albanien.   Den ligger i prefekturen Qarku i Kukësit, i den norra delen av landet, 120 km norr om huvudstaden Tirana. Toppen på Maja e Hekuravës är 2 561 meter över havet, eller 494 meter över den omgivande terrängen. Bredden vid basen är 4,7 km. Maja e Hekuravës ingår i Prokletije.
Terrängen runt Maja e Hekuravës är huvudsakligen bergig, men den allra närmaste omgivningen är kuperad.   Runt Maja e Hekuravës är det glesbefolkat, med 18 invånare per kvadratkilometer.. 
Omgivningarna runt Maja e Hekuravës är en mosaik av jordbruksmark och naturlig växtlighet.